# 納涼電車

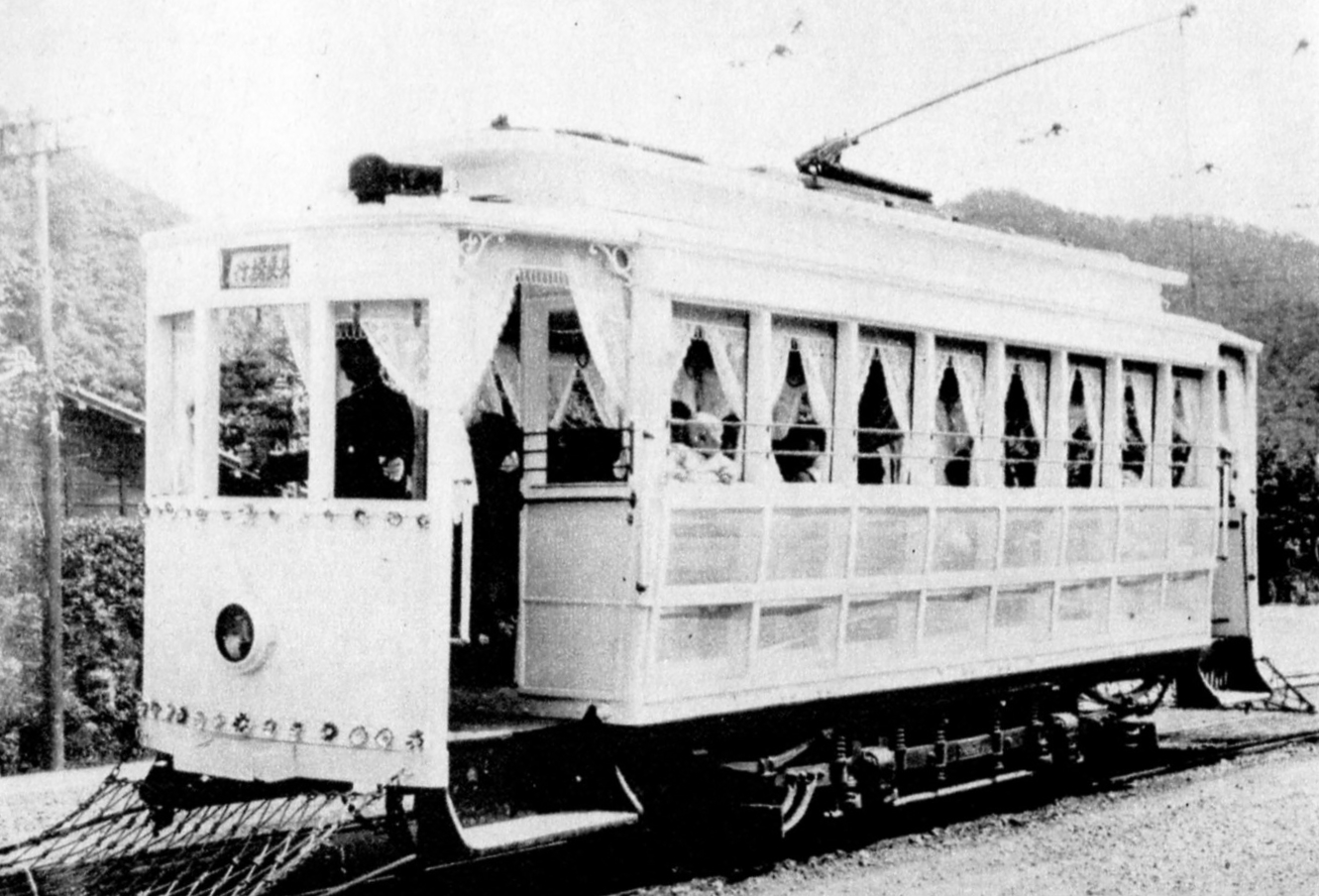
美濃電気軌道の納涼電車。通風をよくするため側面腰板を取り外して金網張りとし、座席をクロスシートに取り替えていた。

納涼電車（のうりょうでんしゃ）とは、夏期の暑さから涼しく情緒ゆたかに過ごせるようにと運行車両・運用ダイヤなどで特別な工夫を凝らした内装・外観を有したものを指す。
伊勢電気鉄道（現、近鉄名古屋線などの前身）・豊川鉄道（現、飯田線）などで風鈴を車内に備えた「納涼電車」を運行していたといわれる。2005年現在の津軽鉄道では、「ストーブ列車」の夏期版としての意味合いで風鈴を備えた列車を運行している。

## 江ノ島電鉄
江ノ島電鉄が1931年から夏期のみ運行した納涼電車は、暑い夏を涼しく情緒たっぷりに過ごせるようにと考案されたものである。
納涼電車には専用の車両が充当され、この電車は全面に渡って窓を取り払い風が入るようにされ、専用塗装とテント張りの屋根・凝った作りの室内に車内販売もあり、利用客からは大好評であった。
車両には開業当時から活躍する2・3・8号車と、1910年に製造された11・12号車をオープン化改造して充当された。「納涼電車1号」は新潟鐵工所製。
1936年には車体のみを納涼電車として新製したボギー車の111・112号車も誕生した。この2両は1934年に西武新宿軌道から購入した普通車（ここではボギー台車を使用した車両）の100形111・112と台車を共用しており、オフシーズンは台車を普通車の111・112へと譲り運行された。
太平洋戦争が激しくなるにつれ次第に姿を消していったが、1992年、江ノ電開業90周年の記念に300形301編成が明治製菓の全面広告車両として納涼電車風の塗装となり話題となった。

## 小田急電鉄
小田急電鉄は1952年から1970年代にかけて、新宿駅 - 片瀬江ノ島駅間で納涼電車を走らせていた。新宿を夕方5時頃に出発、車内に設えたビールスタンドで提供されるビールを飲みながら江ノ島に向かい、散策の時間を取った後に帰ってくるコースで、後のビール列車、ビール電車のさきがけのような存在となっていた。